# زبان کاوی
زبان کاوی یا جاوه‌ای باستان (به جاوه‌ای: Bhāṣa Kawi) کهن‌ترین مرحله تأییدشده زبان جاوه‌ای است. این زبان از قرن ۹ تا ۱۵ در بخش شرقی جاوه مرکزی امروزی و همه بخش‌های جاوه شرقی در کشور اندونزی رایج بود. کاوی همچنان به عنوان زبان ادبی در سرتاسر جزیره جاوه و همچنین جزایر مادورا، بالی و لومبوک کاردبرد داشت. این زبان دارای وام‌واژگان بسیاری از سانسکریت بود اما در آن زمان هنوز گونهٔ رسمی کراما پدید نیامده بود.

## نام
نام کاوی از واژه سانسکریت کاوی (कवि) به معنای «شعر» آمده‌است. گرچه دو نام کاوی و جاوه‌ای باستان می‌توانند به جای هم استفاده شوند، اما کاوی بیشتر به زبان معیار جاوه‌ای باستان که امروزه هم تا حدی به عنوان زبان ادبی کاربرد دارد اشاره دارد و جاوه‌ای باستان نشان‌دهنده زبان تاریخی و نیای جاوه‌ای نوین امروز است.

## تاریخ
نخستین اثر مکتوب به جاوه‌ای باستان مربوط به کتیبه سوکابومی مربوط به سال ۸۰۴ پس از میلاد واقع در شرق جاوه می‌شود. سامانه نوشتاری این زبان مشتق از الفبای پالاوای هند بود. نزدیک به نیمی از واژگان یافت‌شده در ادبیات جاوه‌ای باستان دارای ریشه سانسکریت هستند و همچنین این زبان دارای حجم زیادی از وام‌واژگان زبان‌های همسایه در ناحیه دریایی جنوب شرق آسیا است.
گاه به نوشته‌های جاوه‌ای باستان از قرن ۱۴ به بعد در بالی «جاوه‌ای میانه» گفته می‌شود. هر دو گونه جاوه‌ای باستان و میانه از اوایل قرن شانزدهم دیگر به‌طور گسترده در جاوه استفاده نمی‌شوند. با این حال، آثار قدیمی جاوه و سنت شعری همچنان در بالی حفظ می‌شود، و از این گونه برای اهداف مذهبی نیز استفاده می‌شود.